# Хандешский султанат
Хандешский султанат — мусульманское государство на территории Индии, существовавшее в западной части страны в 1399—1601 годах. Хандешский султанат выделился из состава Делийского султаната в период ослабления династии Туглакидов. В 1601 году был включён в состав Империи Великих Моголов.

## История султаната
Хандешский султанат располагался в долине реки Тапти между Малавским султанатом на севере и Бахманидскими владениями в Декане на юге. Эта область в средние века получила название Хандеш — «Ханская страна», очевидно, благодаря тому, что её правители наряду с другими носили и ханский титул. Основал султанат туглакидский наместник этой провинции Малик-Раджа, управлявший ею от имени делийского султана приблизительно с 1370 года. Первоначально центром его владений была крепость Талнер (Тхалнер).
После разгрома Тамерланом Делийского султаната в 1398—1399 годах Малик-Раджа стал фактически самостоятельным правителем и очевидно успел провозгласить независимость к концу своей жизни (ум. 1399). Интересна претензия Малика-Раджи на прямое происхождение от праведного халифа Умара ибн аль-Хаттаба аль-Фарука, в честь которого Малик-Раджа присоединил к своему имени титул Фаруки, что и дало название основанной им династии султанов Хандеша.
Преемник Малика-Раджи, султан Насир-хан Фаруки (1399—1437), отнял у одного из индусских раджей крепость Асиргарх, которую сделал своей резиденцией. При нём же был построен город Бурханпур, который и стал столицей султаната. Султан Адил-хан I (1437—1441) вынужден был признать сюзеренитет султана Гуджарата и начал выплачивать дань.
Во время правления султана Адил-хана II (1457—1501 или 1503) Хандеш достиг значительного процветания; были покорены индусские раджи Гондваны и Джаркханда, в результате чего Адил-хан II принял титул Шах-и-джхаркунд («Царь лесов»). При нём же была возведена цитадель Бурханпура. Адил-хан II заявил о своей независимости от Гуджаратского султаната и прекратил выплату дани. В ответ на это в 1498 году (по другим данным, в 1488—1489) сильная гуджаратская армия вошла в Хандеш. Предвидя неминуемое поражение, Адил-хан II согласился вновь признать себя вассалом Гуджарата и возобновить выплату дани.
Султан Миран Мухаммад-шах I, сын султана Адил-хана III и гуджаратской принцессы, в 1537 году стал султаном Гуджарата, ненадолго (и, возможно, лишь формально) соединив под своей властью оба султаната, однако 4 мая 1537 он умер. После смерти Мирана Мухаммад-шаха I хандешские султаны продолжали претендовать на трон Гуджарата.
В 1555 году султаны Хандеша стали данниками падишаха Акбара, однако султан Бахадур-шах самонадеянно отказался от мудрой политики своих предшественников и начал войну с Великим Моголом. В 1601 году Хандешский султанат был окончательно завоёван падишахом Акбаром и стал провинцией Империи Великих Моголов. Султан Бахадур-шах был взят в плен и умер в Агре в 1624 году. Оставшиеся в живых Фарукиды были изгнаны из Хандеша.

## Султаны династии Фаруки
| Годы правления               | Имя                         | Отец                  |
| ---------------------------- | --------------------------- | --------------------- |
| 1399—04.1399                 | Малик-Раджа Фаруки          | Имя неизвестно        |
| 04.1399—09.1437              | Насир-хан                   | Малик-Раджа Фаруки    |
| 09.1437—30.04.1441           | Адил-хан I                  | Насир-хан             |
| 1441—1457                    | Миран Мубарак-хан I         | Адил-хан I            |
| 1457—1501 (1503)             | Адил-хан II Шах-и-джхаркунд | Миран Мубарак-хан I   |
| 1501 (1503) — 1508 (1510)    | Дауд-хан                    | Миран Мубарак-хан I   |
| 1508 (1510) (несколько дней) | Газни-хан                   | Дауд-хан              |
| 1508 (1510) — 1509 (1510)    | Алам-хан                    | Миран Мубарак-хан     |
| 1509 (1510) — 25.08.1520     | Адил-хан III                | Хасан ибн Насир-хан   |
| 1520—4.05.1537               | Миран Мухаммад-шах I        | Адил-хан III          |
| 1537—1537                    | Ахмад-шах                   | Миран Мухаммад-шах I  |
| 1537—24.12.1566              | Мубарак-шах II              | Адил-хан III          |
| 1566—1576                    | Миран Мухаммад-шах II       | Мубарак-шах II        |
| 1576—1576 (1577)             | Хасан-шах                   | Миран Мухаммад-шах II |
| 1576 (1577) — 5.02.1597      | Адил-шах IV                 | Мубарак-шах II        |
| 1597—17.01.1601              | Бахадур-шах                 | Адил-шах IV           |